# Australský poštovní plebiscit o manželství

Neoficiální růžová australská vlajka

Výsledky průzkumu podle států a teritorií

Výsledky průzkumu podle jednotlivých volebních obvodů

Australský poštovní plebiscit o manželství byl celonárodní průzkum, jehož cílem bylo zjištění skutečné veřejné podpory manželství párů stejného pohlaví. Probíhal prostřednictvím pošty od 12. září do 7. listopadu 2017. Na rozdíl od klasického referenda s povinnou volební účastí byla účast v něm zcela dobrovolná. Zúčastnilo se jej 79,52 % oprávněných voličů.
Formou průzkumu, instrukcemi, rozesláním a následným převzetím odpovědí byl pověřen Australský statistický úřad (Australian Bureau of Statistics) (ABS), který zaslal všem občanům Austrálie lístek s následující otázkou: "Měl by být přijat zákon umožňující párům stejného pohlaví uzavřít sňatek?" Úřad byl taktéž odpovědný za rozeslání volebních lístků Australanům, kteří nejsou dohledatelní prostřednictvím pošty (žijící v zámoří, zahraničí, ve výkonu trestu odnětí svobody nebo v pečovatelském domě), aby se mohli rovněž zúčastnit.
V plebiscitu hlasovalo 7 817 247 (61,6% %) "Ano" a 4 873 987 (38,4 %) "Ne". 36 686 (0,29 %) odpovědí bylo neplatných. Celkový počet zaslaných odpovědí činil 12 727 920 (79,5 %).
Výsledky byly pro vládu nezávazné. Nicméně ještě před uskutečněním průzkumu se Turnbullova vláda rozhodla předložit parlamentu návrh zákona o stejnopohlavním manželství pro případ, že by byl výsledek kladný. Předpokládá se, že dojde k parlamentním debatám s následným hlasováním, které pravděpodobně (nelze to s jistotou garantovat) povede k legalizaci stejnopohlavního manželství. Vládnoucí liberálové a opoziční labouristé slibovali, že umožní svým poslancům hlasovat podle svědomí. V případě, že by výsledek byl záporný, slibovala vláda, že by nedovolila během volebního období žádné diskuze na téma stejnopohlavního manželství, a že by zablokovala jakékoli pokusy o hlasování o takové legislativě.
Poštovní průzkum kritizovalo mnoho podporovatelů stejnopohlavních sňatků s tím, že se jedná o zbytečnou zátěž pro státní rozpočet, jehož výsledkem se stejně nebudou muset zákonodárci řídit. Plebiscit se stal předmětem dvou soudních sporů, v nichž se řešila kompetence Australského statistického úřadu nést odpovědnost za jeho průběh a oprávnění vlády použít na jeho provedení peníze daňových poplatníků, které mají být ze zákona použity pro "urgentní" a "nezbytné" účely. Nejvyšší soud Austrálie obě žaloby zamítl s tím, že průzkum není nijak v rozporu s australskými zákony.
K účasti byli způsobilí dospělí jedinci k datu 24. srpna 2017. Do tohoto data přibylo celkem 98 tisíc nových voličů, což je rekordní počet. Hlasovací lístky obdrželi Australané od dne 12. září, přičemž Statistický úřad žádá o odpovědi nejpozději do 27. října. Celý průzkum byl oficiálně uzavřen 7. listopadu a výsledky zveřejněny 15. listopadu 201

## Pozadí

### Historie
Před volbami do federálního parlamentu v červenci 2016 slíbil současný australský premiér Malcolm Turnbull vypsání celonárodního referenda o stejnopohlavním manželství. Mělo se jednat o klasické volby s povinnou a právně vymahatelnou účastí.
Přestože se jeho straně podařilo získat polovinu křesel v dolní komoře a sestavit tak jednobarevnou většinovou vládu, veškeré pokusy o vypsání závazného plebiscitu s povinnou volební účastí se míjely účinkem. Přestože 20. října 2016 přijala Sněmovna reprezentantů návrh na vypsání referenda v poměru hlasů 76:67, Senát jej 7. listopadu 2016 zamítl v poměru hlasů 33:29. S nápadem na poštovní průzkum přišel poprvé poslanec Warren Entsch. Později se k němu přidali také Peter Dutton a Mathias Cormann. Podle Duttona by se jednalo pouze o klasickou anketu, jejíž výsledky by neznamenaly závazek zákonodárců přijmout požadovanou změnu. V srpnu 2017 se po pokusu pěti poslanců Liberální strany Austrálie o změnu stranické politiky k dosažení práva na svobodné hlasování o otázkách definice manželství vláda rozhodla pro uskutečnění dobrovolného poštovního průzkumu nejpozději do konce aktuálního roku. Později se vláda rozhodla ještě jednou zkusit prosadit závazné celonárodní referendum. 9. srpna 2017 byl Senátu prezentován vládní návrh na vypsání referenda o stejnopohlavním manželství. Ten pak Senát podruhé odmítl v poměru hlasů 31:31.
Po neúspěchu v Senátu pověřila vláda australské statistiky provedením dobrovolné ankety, v níž budou moct australští občané deklarovat svůj postoj k legalizaci sňatků párů stejného pohlaví. Vzhledem k tomu, že se nejedná o klasické referendum, a že je jejím provedením pověřen pouze Australský statistický úřad (Australian Bureau of Statistics), nevyvolá proto kladný výsledek žádný zákonný nárok na přijetí příslušné legislativy. Jedná se tedy o stejný proces, jímž vláda nahradila britskou hymnu God Save the Queen australskou hymnou Advance Australia Fair. Vláda oznámila, že úřad bude potřebovat výpomoc ze strany volební komise, jejíž personál obvykle odpovídá za všechny povinné volby uskutečňované na území Austrálie, včetně dohledávání voličů a doručování hlasovacích lístků. Předpokládané náklady na uskutečnění průzkumu hrazené z peněz daňových poplatníků se odhadují v řádu 122 milionu AUD. Finanční zátěž, riziko zaktivizování ideologických extremistů a fakt, že se nejedná o klasické volby, byly několikrát za sebou hojně kritizovány v parlamentu. Do 7. září utratil Australský statistický úřad celkem 14,1 milionů AUD na poštovní průzkum - 8 milionů AUD na propagaci, 5,3 milionů AUD na tisk hlasovacích lístků a 600 tisíc AUD na personál.
Australská volební komise reportovala, že jenom 10. srpna bylo zaregistrováno 68 000 registračních zápisů ve srovnání s denním průměrem 4 000. V období od 8.-14. srpna se do průzkumu zapsalo celkem 16 000 lidí a více než 200 000 zaktualizovalo svoje osobní údaje. Do 20. srpna se zapsalo 36 000 a více než 434 000 zažádalo o aktualizaci údajů. Do 22. srpna jich bylo 54 000. Do 25. srpna bylo dosaženo rekordního výsledku, kdy bylo na účast do průzkumu registrováno více než 16 milionů Australanů (ten den se přidalo ještě 90 000 a dalších 165 000 registrací bylo v procesu přípravy). 65 000 nových voličů bylo ve věku 18-24 let. Ke konci procesu registrace bylo dokončeno ještě 933 592 transakcí. S dalšími 98 000 respondentů lze říci, že se průzkumu zúčastní celkem 16 005 998 Australanů.
14. srpna uskutečnil Senátní výbor pro finance a veřejnou administrativu (The Senate Finance and Public Administration References Committee) anketu na téma příprav poštovního průzkumu s následnou tiskovou konferencí plánovanou na 17. srpna. Té se pak zúčastnily Australský statistický úřad, Australská volební komise, Australská pošta a Ministerstvo veřejných služeb.

### Klíčová data
Klíčová data spjatá s anketou jsou:
- 24. srpen 2017: Poslední den, kdy mohou australští občané zaktualizovat své osobní údaje pro následné převzetí hlasovacího lístku do průzkumu
- 12. září 2017: Australanům být v délce trvání dvou týdnů postupně doručovány hlasovací lístky.
- 25. září 2017: Datum, do kterého se očekává doručení všech hlasovacích lístků
- 20. říjen 2017: Datum, do kterého musí být dokončeny veškeré přípravy (6:00 odpoledne místního času)
- 27. říjen 2017: Datum, kdy budou všichni zúčastnění Australané vyzvání k neprodlenému doručení hlasovacích lístků
- 7. listopad 2017 (6pm EST): Na odpovědi zaslané po tomto datu již nebude brán zřetel
- 15. listopad 2017: Výsledky průzkumu budou zveřejněny

Výsledek průzkumu (včetně míry účasti) budou zveřejněny jak na národní úrovni, tak i na úrovni jednotlivých států a teritorií, včetně volebních obvodů.

## Žaloby
Nejvyšší soud Austrálie řešil dvě žaloby týkající se legálnosti poštovního průzkumu, přičemž se obě opíraly o nezákonnost jeho financování z veřejných peněz a činnosti Australského statistického úřadu (Australian Burreau of Statistics). Prvním žalobcem byla aktivistka za stejnopohlavní manželství Shelley Argentová (národní mlučí PFLAG - Přátelé a rodina leseb a gayů) a Felicity Marloweová (členka skupiny Rainbow Families - Duhové rodiny) a nezávislý nposlanec Andrew Wilkie. Ti napadli poštovní průzkum u australského Nejvyššího soudu 9. srpna 2017 s požadavkem na jeho dočasné pozastavení. Druhou žalobu vznesla Australian Marriage Equality a senátorka Janet Riceová za Australské zelené.
Další žalobu podal 17letý mladík spolu s Australským výborem pro lidská práva (Australian Human Rights Commission) v srpnu 2017 pro zákaz účasti v průzkumu osobám ve věkovém rozmezí 16-17 let. Právem 50 tisíců australských občanů ve věku 16-17 let na účast v průzkumu se měl zabývat federální soud. Nicméně dotyčný žalobce 22. září svojí stížnost stáhl poté, co australský parlament zamítl návrh novely zákona o poštovním plebiscitu o manželství (Marriage Law Survey (Additional Safeguards) Act 2017). Právní zástupce zmiňovaného mladíka došel k závěru, že značným způsobem ztíží oprávněnost žaloby jeho klienta, neboť zákaz účasti osobám ve věku 16–17 let byl podpořený parlamentem.

### Rozhodnutí Nejvyššího soudu
Nejvyšší soud se k oběma žalobám vyjádřil 7. září 2017. Ve svém rozhodnutí uvedl, že průzkum je zcela legální, a že tedy v naprostém souladu s australským právním řádem proběhne. Žalobcům byla nařízená povinnost úhrady soudních nákladů.

## Otázka

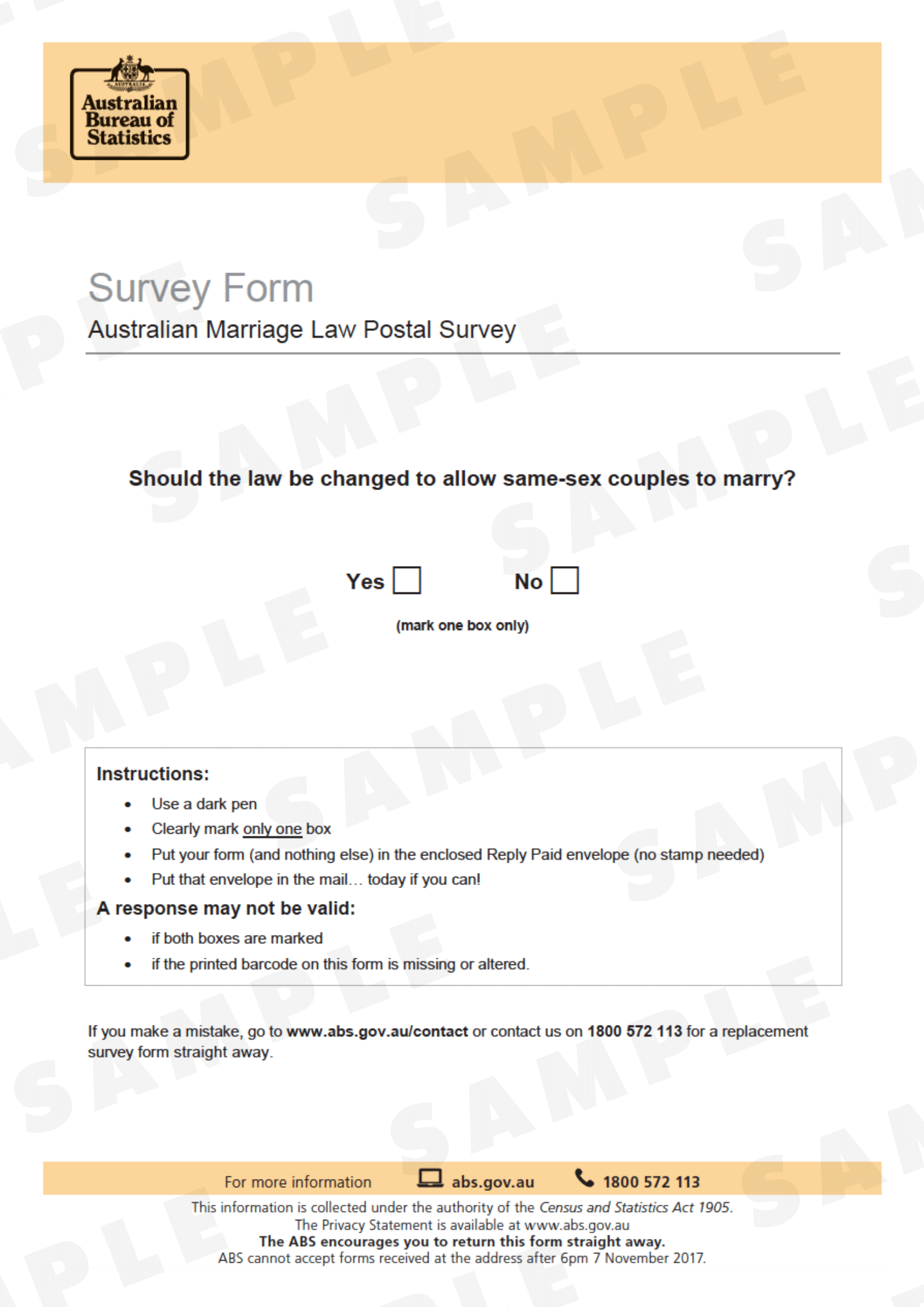
Vzorová ukázka hlasovacího lístkuSample image of the survey form

Hlasovací lístky se ptají respondentů na následující otázku:
| „ | Měl by být přijat zákon umožňující párům stejného pohlaví uzavřít sňatek | “ |

## Navržená legislativa
Vláda nezamýšlí zpracovat a předložit návrh zákona o stejnopohlavních sňatcích před uskutečněním průzkumu, což vede k nejistotě, jakou formu legislativy zpracuje v případě, že se většina zúčastněných vysloví pro legalizaci. Vzorový návrh zákona o stejnopohlavním manželství, který zveřejnila na začátku roku 2017 Kancelář generálního prokurátora obsahuje změnu definice "manželství" a nahrazení slov "muž" a "žena" na genderově-neutrální frázi "dvě osoby". Termín "dvě osoby" se liší od znění referendové otázky, která přímo odkazuje na páry stejného pohlaví.
Liberální senátor Dean Smith, který byl také autorem srpnového návrhu zákona o stejnopohlavním manželství, informoval, že v návrhu může narážet ochrana práv homosexuálních párů na náboženské svobody provozovatelů svatebních služeb. Současná podoba návrhu zákona počítá s právem provozovatelů vystupovat jako církevní podniky a odmítat nabízet své služby svatbám, na nichž budou oddávány homosexuální páry, či dokonce umožnit párům stejného pohlaví si uspořádat v jejich prostorách svatební obřad, a to v souladu se zákonem o pohlavní diskriminaci (Sex Discrimination Act 1984), ze kterého jsou náboženské organizace taktéž vyňaty. 17. října 2017 byl Smithův návrh podpoře poslaneckým klubem Australské strany práce. Konzervativní poslanci zastoupení ve vládě nicméně odpověděli, že by návrh měl obsahovat ještě 100 dalších pozměňovacích návrhů, které ještě předloží, pokud bude výsledek plebiscitu kladný.
13. listopadu zveřejnil liberální senátor James Paterson, konzervativní podporovatel stejnopohlavního manželství, protinávrh zákona o stejnopohlavním manželství. Návrh obsahuje širší ochranu výhrady svědomí a obecně všem, kteří odmítají homosexuální svatby z náboženských důvodů, a to včetně soukromých podnikatelů - provozovatelů pekařství a květinářství. Australský premiér Malcolm Turnbull se k Patersonovu návrhu vyjádřil negativně s tím, že jeho vláda nepodpoří žádný návrh, který by podporoval diskriminaci homosexuálních svateb, a že jako takový nemá vůbec šanci projít celým legislativním procesem.

## Podpora a opozice

### Postoje stran v parlamentním hlasování
Zde jsou oficiální postoje australských parlamentních stran k otázce stejnopohlavního manželství. Australská strana práce sice oficiálně podporuje stejnopohlavní manželství, ale její poslanci a senátoři nejsou oficiálně zavázáni je aktivně podporovat do roku 2019.
Postoj Liberální strany Austrálie ke stejnopohlavnímu manželství je takový, že je třeba o průlomových změnách zákonů důležité uspořádat referendum; k průzkumu nezaujala žádné oficiální stanovisko, a proto mají její poslanci (včetně členů vládního kabinetu) právo se svobodně angažovat v kampani za oba typy hlasování. Stejně tak jsou všichni její politici zastoupení na lokální úrovni oprávněni vyčleňovat ze svých rozpočtů prostředky na příslušné kampaně. V případě hlasování o příslušném zákonu mohou poslanci hlasovat podle výsledků svých volebních obvodů, případně podle většinového mínění jejich státu nebo teritoria, nebo podle svědomí.

### Kampaň "Ano"
Kampaň za hlasování pro stejnopohlavní manželství v průzkumu pochází od Australské strany práce,, liberálů  a čtyř menšinových stran zastoupených ve federálním parlamentu. Dále od několika prominentních lobbistických skupin, včetně Australian Marriage Equality a GetUp!.

### Kampaň "Ne"
Kampaň vyzývající proti změnám současného pojetí manželství podporují nacionalisté a tři menšinové strany zastoupené ve federálním parlamentu. Dále několik skupin odmítajících stejnopohlavní manželství, včetně Australské křesťanské lobby, Aliance za manželství a Koalice za manželství.

### Neutrální
Liberální strana Austrálie nezaujímá k otázkám v průzkumu žádné oficiální stanovisko.

## Veřejné mínění
Nejaktuálnější průzkumy veřejného mínění indikují, že drtivá většina Australanů podporuje stejnopohlavní manželství. Anketa Guardian Essential uskutečněná ještě před oznámením o vypsání poštovního plebiscitu ukazovala, že jej podporuje 43 % dotázaných, zatímco 38 % je proti. O týden později podporovalo poštovní plebiscit 39 % respondentů a 47 % bylo proti.

### Volební tendence
| Datum                    | Společnost       | Ano   | Ne    | Nerozhodnut | Vybraný počet dotázaných | Poznámky    |
| ------------------------ | ---------------- | ----- | ----- | ----------- | ------------------------ | ----------- |
| 2. říjen 2017            | ReachTEL         | 70,3% | 21,1% | -           | 4 888                    | [ pozn. 1 ] |
| 28. září – 1. říjen 2017 | Essential        | 61%   | 32%   | 7%          | 1 841                    |             |
| 22.–25. září 2017        | Essential        | 58%   | 33%   | 9%          | 1 803                    |             |
| 21.–24. září 2017        | Newspoll         | 57%   | 34%   | 9%          | 1,695                    |             |
| 15.–18. září 2017        | Essential        | 55%}  | 34%   | 11%         | 1 808                    |             |
| 14.–18. září 2017        | YouGov           | 59%   | 33%   | 9%          | 1 056                    |             |
| 6.–9. září 2017          | Ipsos            | 70%   | -     | -           | 1,400                    |             |
| 28. srpen – 6. září 2017 | Newgate Research | 58.4% | 31,4% | 10,2%       | 800                      |             |
| 1.–4. září 2017          | Essential        | 59%   | 31%   | 11%         | 1 784                    |             |
| 17.–22. srpen 2017       | Essential        | 57%   | 32%   | 11%         | 1 817                    |             |
| 17.–21. srpen 2017       | YouGov           | 59%   | 33%   | 8%          | 1 012                    |             |
| 17.–20. srpen 2017       | Newspoll         | 63%   | 30%   | 7%          | 1 675                    |             |

### Pravděpodobné hlasování v průzkumu
| Datum                    | Firma            | Již hlasoval(a) | Rozhodně bude | Pravděpodobně bude | Pravděpodobně nebude | Rozhodně nebude | Nerozhodnut(a) | Vybraný počet | Poznámky    |
| ------------------------ | ---------------- | --------------- | ------------- | ------------------ | -------------------- | --------------- | -------------- | ------------- | ----------- |
| 2. říjen 2017            | ReachTEL         | 79%             | -             | -                  | -                    | -               | -              | 4 888         |             |
| 2. říjen 2017            | Newgate Research | 77%             | -             | -                  | -                    | -               | -              | -             |             |
| 28. září - 1. říjen 2017 | Essential        | 47%             | 33%           | 6%                 | 3%                   | 3%              | 5%             | 1 841         |             |
| 22.–25. září 2017        | Essential        | 36%             | 45%           | 8%                 | 1%                   | 2%              | 5%             | 1 803         |             |
| 21–24. září 2017         | Newspoll         | 15%             | 67%           | 7%                 | 2%                   | 2%              | 7%             | 1 695         | [ pozn. 2 ] |
| 15–18. září 2017         | Essential        | 9%              | 62%           | 12%                | 2%                   | 3%              | 8%             | 1 808         |             |
| 6.–9. září 2017          | Ipsos            |                 | 65%           | -                  | -                    | -               | -              | 1 400         |             |
| 1.–4. září 2017          | Essential        |                 | 62%           | 16%                | 4%                   | 3%              | 10%            | 1 784         |             |
| 23. srpen 2017           | ReachTEL         |                 | 78.7%         | 10%                | 4.1%                 | 7.2%            | –              | 2 382         | [ pozn. 3 ] |
| 17.–22. srpen 2017       | Essential        |                 | 63%           | 18%                | 4%                   | 6%              | 9%             | 1 817         |             |
| 17.–20. srpen 2017       | Newspoll         |                 | 67%           | 15%                | 4%                   | 3%              | 11%            | 1 675         | [ pozn. 4 ] |

## Aktivity během kampaně

### Advokacie podle teritorií a lokálních vlád

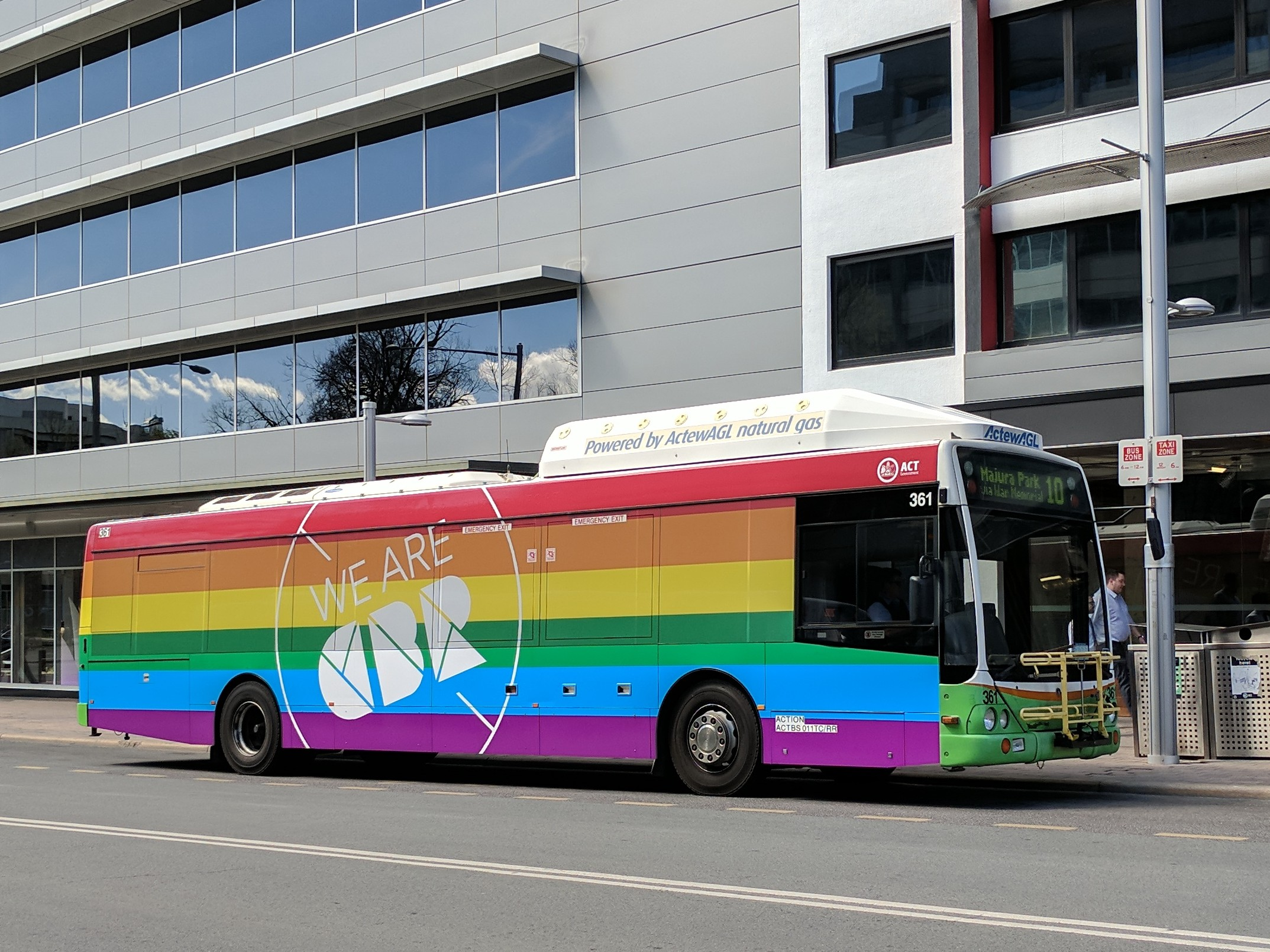
Autobus v Canbeře vyzývající k podpoře LGBTIQ komunity během probíhajícího průzkumu ze strany vlády Teritoria hlavního města Austrálie.

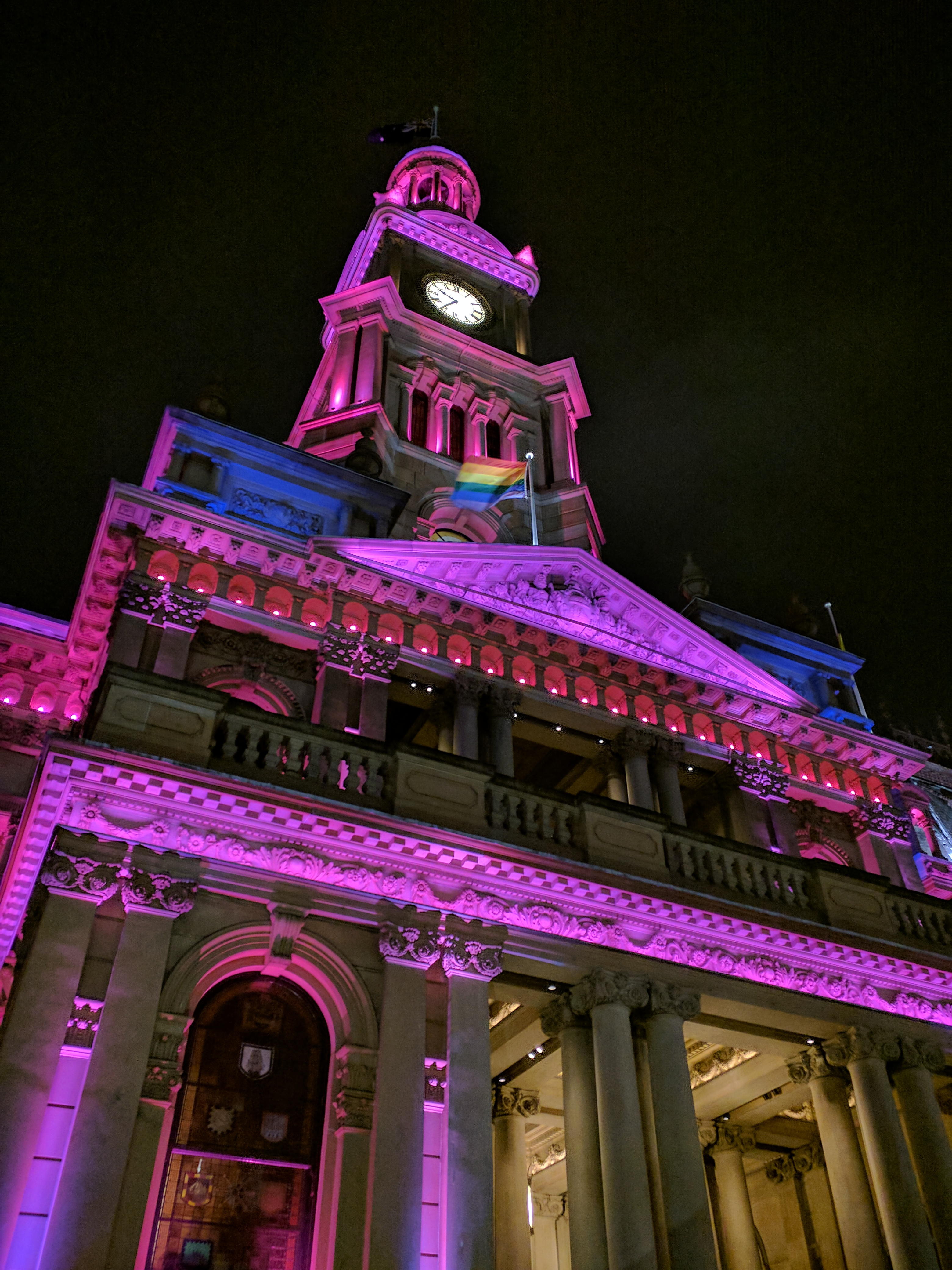
Sydney Town Hall v pride barvách a s duhovou vlajkou na podporu hlasování "Ano".

Legislativní shromáždění Teritoria hlavního města Austrálie (Australian Capital Territory Legislative Assembly) a několik lokálních vlád, včetně města Sydney, se oficiálně zapojilo do kampaně za hlasování "Ano". Veřejní činitelé byli na území Teritoria hlavního města Austrálie vyzváni, aby během svých podpůrných aktivit nenosili oficiální uniformy. Oficiální podpora hlasování "ano" se setkala s kritikou několika opozičních politiků. Podobná kritika kampaně za hlasování "Ne" nakonec vedla, že město Darebin od tohoto záměru upustilo.

### Diskuze o svobodě vyznání
Bývalý premiér John Howard, který vyzývá k hlasování "ne", odmítá ujištění Turnubullovy vlády o nedotknutelnosti svobody vyznání a během probíhajícího průzkumu se dožaduje větších podrobností o náboženských výjimkách. Katolická církev se velmi obává prolomení svobody náboženství poté, co bylo několik arcibiskupů předvoláno před antidiskriminační výbor, kde museli obhajovat křesťanskou vizi manželství. Národní výbor pro katolické vzdělávání (National Catholic Education Commission) vyjádřil obavy nad tím, zda mohou katolické školy nadále pokračovat ve výuce katolického pohledu na manželství. V reakci na toto bylo několikrát potvrzeno, že náboženské organizace mají výjimku z anti-diskriminačních zákonů, a že i v případě legalizace stejnopohlavního manželství jim zůstane zachováno právo odmítat takovou vizi manželství. Prezident Liberální strany Austrálie odmítl tvrzení, že by svoboda vyznání mohla zůstat v takovém případě zachována, zatímco viceprezident řekl, že v souladu s ustanoveními o svobodě projevu, náboženství a shromažďování to možné je. Na otázku Nespoll "Myslíte si, že by parlament měl v případě legalizace manželství párů stejného pohlaví přijmout zákon, který bude garantovat výhradu svědomí, víry a náboženství?" odpovědělo "ANO" 62 % respondentů, "NE" 18 % a 20 % bylo nerozhodnutých. Největší podpora byla u voličů Australské strany práce - 68 %.
V září 2017 řekl premiér Turnbull, že je pro něj svoboda vyznání důležitější než stejnopohlavní manželství a vůdce opozice Shorten zase řekl, že by Liberální strana Austrálie neměla podpořit legislativu, která by omezovala svobodu vyznání.

### Reklama a média
První televizní spot podporující kampaň "Ne" zobrazuje svatbu tří žen a cílí na vzdělávací program Safe Schools Coalition Australia. Jako protipól této kampaně je spot s Kerryn Phelpsovou vyzývající k hlasování "Ano". Další spoty vyzývající k hlasování "Ano" jsou video s Ian Thorpe a jinými osobnostmi. Kampaň se promítla i do závěru páté sezóny seriálu The Bachelor.
Dalším televizní spot podporující kampaň za hlasování "Ne" je založen na knize The Gender Fairy, přičemž paroduje dvě matky z původního spotu. Ten se setkal s ostrou kritikou z řad mluvčího kampaně za hlasování "Ano" Tiernana Bradyho, který o něm řekl, že je "podpásový" a "nedůstojný".
Právní předpisy platné po dobu výzkumu trestají každého, kdo by jiného vydíral, zastrašoval, ohrožoval či jakýmkoli jiným způsobem napadal pro jeho sexuální orientaci, genderovou identitu, intersex status nebo náboženství pokutou v maximální výši 12600 AUD. To se týká také příslušných kampaní. Koncem 26. září odhadla skupina Ebiguity zabývající se marketingovými službami, že skupina pro "Ne" Koalice za manželství utratila přibližně 3 975 872 AUD za kampaň, což je více než u dvou hlavních skupin (Australian Marriage Equality a Equality Campaign) vyzývajících k hlasování "Ano", kde se jejich útrata pohybovala v řádu 2 920 740 AUD. Výkonný ředitel Qantas Alan Joyce osobně podpořil kampaň za hlasování "Ano" darem ve výši 1 milionů australských dolarů.
SMS kampaň za hlasování "Ano" se stala předmětem stížností často motivovaných obavami z případného zneužití čísel mobilních telefonů. Nicméně představitelé kampaně potvrdili, že čísla byla generována prostřednictvím technologie náhodného vytáčení.

### Diskuze o dopadech na děti
Organizace zahrnující Konferenci australských katolických biskupů (Australian Catholic Bishop's Conference), Australská presbytariánská církev a Rada australských imámů (Australian National Imams Council) řekly, že v nejlepším zájmu dětí je být mimo dosah těchto diskuzí. Homoparentalita je v Austrálii upravovaná různě podle jednotlivých státu a teritorií. Výzkum zveřejněný na webových stránkách The Conversation indikuje, že děti rodičů stejného pohlaví mohou vyrůstat stejně kvalitně a někdy i lépe než u rodičů různého pohlaví.

### Psychologické poradenství a duševní zdraví
Období probíhajícího plebiscitu bylo spojeno s dramatickým nárůstem počtu LGBTIQ lidí vyhledávajících pomoc ze strany psychologů. Beach Out Australia zaznanemanala nárůst z 20 na 30 % klientů během průzkumu a i linky důvěry Lifeline informovaly, že se jim rapidně zvýšil nárůst telefonátů.

## Výsledky

### Celostátní výsledky
| Možnost hlasování           | Počet hlasů | Počet hlasů (%) |
| --------------------------- | ----------- | --------------- |
| Ano                         | 7 817 247   | 61,6            |
| Ne                          | 4 873 987   | 38,4            |
| Celkový počet hlasů         | 12 691 234  | 99,71           |
| Neplatné nebo prázdné hlasy | 36 686      | 0,29            |
| Celkem                      | 12 691 234  | 100,00          |
| Registrovaní voliči a účast | 16 006 180  | 79,5            |

### Státy a teritoria
| Stát/teritorium                     | Ano       | Ano  | Ne        | Ne   | Neplatný |
| Stát/teritorium                     |           | %    |           | %    | Neplatný |
| ----------------------------------- | --------- | ---- | --------- | ---- | -------- |
| Nový Jižní Wales                    | 2 374 362 | 57,8 | 1 736 838 | 42,2 | 11,036   |
| Victoria                            | 2 145 629 | 64,9 | 1 161 098 | 35,1 | 11 028   |
| Queensland                          | 1 487 060 | 60,7 | 961 015   | 39,3 | 7 088    |
| Západní Austrálie                   | 801 575   | 63,7 | 455 924   | 36,3 | 3 188    |
| Jižní Austrálie                     | 592 528   | 62,5 | 356 247   | 37,5 | 2 778    |
| Tasmánie                            | 191 948   | 63,6 | 109 655   | 36,4 | 805      |
| Teritorium hlavního města Austrálie | 175 459   | 74,0 | 61 520    | 26,0 | 534      |
| Severní teritorium                  | 48,686    | 60,6 | 31,690    | 39,4 | 229      |
| Celostátní výsledky                 | 7 817 247 | 61,6 | 4 873 987 | 38,4 | 36 686   |

### Výsledky podle volebních obvodů
| Volební obvod              | Ano (%) | Hlasovali ano | Ne (%) | Hlasovali ne | Celková účast | Účast (%) | Stát/teritorium                     |
| -------------------------- | ------- | ------------- | ------ | ------------ | ------------- | --------- | ----------------------------------- |
| Adelaide                   | 70,10%  | 62 769        | 29,90% | 26 771       | 89 540        | 81,42%    | Jižní Austrálie                     |
| Aston                      | 61.97%  | 48 455        | 38,03% | 29 730       | 78 185        | 81,62%    | Victoria                            |
| Ballarat                   | 70,54%  | 65 613        | 29,46% | 27 405       | 93 018        | 81,69%    | Victoria                            |
| Banks                      | 44,88%  | 37 736        | 55,12% | 46 343       | 84 079        | 80,12%    | Nový Jižní Wales                    |
| Division of Barker\|Barker | 52,26%  | 42 498        | 47,74% | 38 827       | 81 325        | 77,05%    | Jižní Austrálie                     |
| Barton                     | 43,64%  | 37 153        | 56,36% | 47 984       | 85 137        | 78,05%    | Nový Jižní Wales                    |
| Bass                       | 61.69%  | 36 249        | 38,31% | 22 510       | 58 759        | 79,18%    | Tasmánie                            |
| Batman                     | 71,16%  | 66 383        | 28,84% | 26 906       | 93 289        | 83,94%    | Victoria                            |
| Bendigo                    | 68,73%  | 63 412        | 31,27% | 28 852       | 92 264        | 82,71%    | Victoria                            |
| Bennelong                  | 49,84%  | 42 943        | 50,16% | 43 215       | 86 158        | 81,22%    | Nový Jižní Wales                    |
| Berowra                    | 54,56%  | 48 471        | 45,44% | 40 369       | 88 840        | 84,74%    | Nový Jižní Wales                    |
| Blair                      | 60,02%  | 47 194        | 39,98% | 31 433       | 78 627        | 76,69%    | Queensland                          |
| Blaxland                   | 26,05%  | 20 406        | 73,95% | 57 926       | 78 332        | 75,22%    | Nový Jižní Wales                    |
| Bonner                     | 62,05%  | 52 139        | 37,95% | 31 891       | 84 030        | 82,41%    | Queensland                          |
| Boothby                    | 68,51%  | 62 139        | 31,49% | 28 556       | 90 695        | 84,31%    | Jižní Austrálie                     |
| Bowman                     | 62,13%  | 53 529        | 37,87% | 32 627       | 86 156        | 81,44%    | Queensland                          |
| Braddon                    | 54,03%  | 30 054        | 45,97% | 25 573       | 55 627        | 75,98%    | Tasmánie                            |
| Bradfield                  | 60,58%  | 53 681        | 39,42% | 34 927       | 88 608        | 83,73%    | Nový Jižní Wales                    |
| Brand                      | 67,09%  | 51 953        | 32,91% | 25 481       | 77 434        | 76,04%    | Západní Austrálie                   |
| Brisbane                   | 79,51%  | 72 812        | 20,49% | 18 762       | 91 574        | 81,62%    | Queensland                          |
| Bruce                      | 46,91%  | 34 644        | 53,09% | 39 203       | 73 847        | 77,71%    | Victoria                            |
| Burt                       | 56,97%  | 44 058        | 43,03% | 33 275       | 77 333        | 76,21%    | Západní Austrálie                   |
| Calare                     | 60,19%  | 54 091        | 39,81% | 35 779       | 89 870        | 78,06%    | Nový Jižní Wales                    |
| Calwell                    | 43,16%  | 37 839        | 56,84% | 49 823       | 87 662        | 78,86%    | Victoria                            |
| Canberra                   | 74,07%  | 89 590        | 25,93% | 31 361       | 120 951       | 83,25%    | Teritorium hlavního města Austrálie |
| Canning                    | 60,23%  | 48 486        | 39,77% | 32 019       | 80 505        | 78,46%    | Západní Austrálie                   |
| Capricornia                | 54,06%  | 39 917        | 45,94% | 33 917       | 73 834        | 74,84%    | Queensland                          |
| Casey                      | 68,06%  | 59 959        | 31,94% | 28 144       | 88 103        | 84,03%    | Victoria                            |
| Chifley                    | 41,31%  | 32 871        | 58,69% | 46 702       | 79 573        | 73,91%    | Nový Jižní Wales                    |
| Chisholm                   | 61,59%  | 49 448        | 38,41% | 30 844       | 80 292        | 82,42%    | Victoria                            |
| Cook                       | 55.04%  | 47,505        | 44.96% | 38,804       | 86,309        | 82.22%    | New South Wales                     |
| Corangamite                | 71.56%  | 69,723        | 28.44% | 27,708       | 97,431        | 85.09%    | Victoria                            |
| Corio                      | 67.72%  | 62,658        | 32.28% | 29,865       | 92,523        | 83.57%    | Victoria                            |
| Cowan                      | 58.82%  | 44,388        | 41.18% | 31,075       | 75,463        | 78.01%    | Western Australia                   |
| Cowper                     | 60.01%  | 57,493        | 39.99% | 38,317       | 95,810        | 79.23%    | New South Wales                     |
| Cunningham                 | 65.67%  | 60,906        | 34.33% | 31,840       | 92,746        | 81.86%    | New South Wales                     |
| Curtin                     | 72.22%  | 59,638        | 27.78% | 22,943       | 82,581        | 84.05%    | Western Australia                   |
| Dawson                     | 55.15%  | 42,539        | 44.85% | 34,599       | 77,138        | 74.16%    | Queensland                          |
| Deakin                     | 65.69%  | 55,464        | 34.31% | 28,973       | 84,437        | 84.63%    | Victoria                            |
| Denison                    | 73.78%  | 45,005        | 26.22% | 15,992       | 60,997        | 82.37%    | Tasmania                            |
| Dickson                    | 65.16%  | 54,206        | 34.84% | 28,988       | 83,194        | 81.82%    | Queensland                          |
| Dobell                     | 65.75%  | 59,475        | 34.25% | 30,987       | 90,462        | 78.89%    | New South Wales                     |
| Dunkley                    | 71.97%  | 62,840        | 28.03% | 24,471       | 87,311        | 81.93%    | Victoria                            |
| Durack                     | 59.16%  | 39,304        | 40.84% | 27,128       | 66,432        | 67.95%    | Western Australia                   |
| Eden-Monaro                | 64.92%  | 57,223        | 35.08% | 30,926       | 88,149        | 79.97%    | New South Wales                     |
| Fadden                     | 61.81%  | 52,154        | 38.19% | 32,218       | 84,372        | 76.33%    | Queensland                          |
| Fairfax                    | 64.32%  | 58,510        | 35.68% | 32,451       | 90,961        | 81.05%    | Queensland                          |
| Farrer                     | 55.21%  | 48,432        | 44.79% | 39,297       | 87,729        | 77.42%    | New South Wales                     |
| Fenner                     | 74.01%  | 85,869        | 25.99% | 30,159       | 116,028       | 81.61%    | Australian Capital Territory        |
| Fisher                     | 62.83%  | 52,023        | 37.17% | 30,783       | 82,806        | 80.89%    | Queensland                          |
| Flinders                   | 69.99%  | 68,291        | 30.01% | 29,275       | 97,566        | 82.06%    | Victoria                            |
| Flynn                      | 51.48%  | 39,020        | 48.52% | 36,783       | 75,803        | 75.62%    | Queensland                          |
| Forde                      | 60.55%  | 46,937        | 39.45% | 30,585       | 77,522        | 76.10%    | Queensland                          |
| Forrest                    | 63.80%  | 51,612        | 36.20% | 29,285       | 80,897        | 78.86%    | Western Australia                   |
| Fowler                     | 36.34%  | 27,847        | 63.66% | 48,782       | 76,629        | 72.43%    | New South Wales                     |
| Franklin                   | 68.77%  | 44,746        | 31.23% | 20,322       | 65,068        | 82.74%    | Tasmania                            |
| Fremantle                  | 70.09%  | 57,541        | 29.91% | 24,559       | 82,100        | 80.55%    | Western Australia                   |
| Gellibrand                 | 68.10%  | 62,045        | 31.90% | 29,065       | 91,110        | 82.21%    | Victoria                            |
| Gilmore                    | 61.98%  | 59,322        | 38.02% | 36,386       | 95,708        | 80.60%    | New South Wales                     |
| Gippsland                  | 60.16%  | 51,196        | 39.84% | 33,910       | 85,106        | 80.75%    | Victoria                            |
| Goldstein                  | 76.30%  | 69,726        | 23.70% | 21,663       | 91,389        | 86.05%    | Victoria                            |
| Gorton                     | 53.34%  | 49,834        | 46.66% | 43,587       | 93,421        | 77.34%    | Victoria                            |
| Grayndler                  | 79,89%  | 73 208        | 20,11% | 18 429       | 91 637        | 85,10%    | Nový Jižní Wales                    |
| Greenway                   | 46,36%  | 38 016        | 53,64% | 43 980       | 81 996        | 76,50%    | Nový Jižní Wales                    |
| Grey                       | 53,31%  | 40 811        | 46,69% | 35 750       | 76 561        | 75,21%    | Jižní Austrálie                     |
| Griffith                   | 76,60%  | 69 171        | 23,40% | 21 132       | 90 303        | 81,80%    | Queensland                          |
| Groom                      | 49,16%  | 40 536        | 50,84% | 41 915       | 82 451        | 79,97%    | Queensland                          |
| Hasluck                    | 62,41%  | 47 880        | 37,59% | 28 836       | 76 716        | 79,72%    | Západní Austrálie                   |
| Herbert                    | 62,85%  | 48 110        | 37,15% | 28 441       | 76 551        | 72,13%    | Queensland                          |
| Higgins                    | 78,34%  | 70 059        | 21,66% | 19 375       | 89 434        | 84,36%    | Victoria                            |
| Hindmarsh                  | 63,29%  | 57 947        | 36,71% | 33 613       | 91 560        | 81,72%    | Jižní Austrálie                     |
| Hinkler                    | 50,69%  | 40 649        | 49,31% | 39 548       | 80 197        | 78,21%    | Queensland                          |
| Holt                       | 50,68%  | 47 147        | 49,32% | 45 875       | 93 022        | 76,75%    | Victoria                            |
| Hotham                     | 59,60%  | 47 986        | 40,40% | 32 524       | 80 510        | 80,37%    | Victoria                            |
| Hughes                     | 58,41%  | 51 337        | 41,59% | 36 558       | 87 895        | 83,79%    | Nový Jižní Wales                    |
| Hume                       | 58,57%  | 51 284        | 41,43% | 36 271       | 87 555        | 78,91%    | Nový Jižní Wales                    |
| Hunter                     | 64,38%  | 59 137        | 35,62% | 32 723       | 91 860        | 78,48%    | Nový Jižní Wales                    |
| Indi                       | 63,09%  | 54 563        | 36,91% | 31 925       | 86 488        | 82,09%    | Victoria                            |
| Isaacs                     | 65,33%  | 56 645        | 34,67% | 30 063       | 86 708        | 80,78%    | Victoria                            |
| Jagajaga                   | 73,51%  | 65 098        | 26,49% | 23 453       | 88 551        | 85,25%    | Victoria                            |
| Kennedy                    | 46,74%  | 33 160        | 53,26% | 37 784       | 70 944        | 70,50%    | Queensland                          |
| Kingsford Smith            | 64,11%  | 56 297        | 35,89% | 31 510       | 87 807        | 79,72%    | Nový Jižní Wales                    |
| Kingston                   | 68,10%  | 58 863        | 31,90% | 27 567       | 86 430        | 80,67%    | Jižní Austrálie                     |
| Kooyong                    | 73,67%  | 63 592        | 26,33% | 22 729       | 86 321        | 85,95%    | Victoria                            |
| La Trobe                   | 67,45%  | 61 807        | 32,55% | 29 826       | 91 633        | 82,87%    | Victoria                            |
| Lalor                      | 56,78%  | 57 062        | 43,22% | 43 429       | 100 491       | 77,00%    | Victoria                            |
| Leichhardt                 | 63,37%  | 47 750        | 36,63% | 27 606       | 75 356        | 67,84%    | Queensland                          |
| Lilley                     | 67,66%  | 59 991        | 32,34% | 28 671       | 88 662        | 81,44%    | Queensland                          |
| Lindsay                    | 56,17%  | 49 071        | 43,83% | 38 295       | 87 366        | 76,47%    | Nový Jižní Wales                    |
| Lingiari                   | 54,48%  | 19 026        | 45,52% | 15 898       | 34 924        | 50,13%    | Severní teritorium                  |
| Longman                    | 60,43%  | 51 268        | 39,57% | 33 576       | 84 844        | 77,82%    | Queensland                          |
| Lyne                       | 55,31%  | 51 416        | 44,69% | 41 539       | 92 955        | 81,32%    | Nový Jižní Wales                    |
| Lyons                      | 58,70%  | 35 894        | 41,30% | 25 258       | 61 152        | 78,09%    | Tasmánie                            |
| Macarthur                  | 52,05%  | 43,323        | 47,95% | 39,907       | 83,230        | 75,37%    | Nový Jižní Wales                    |
| Mackellar                  | 68,01%  | 62 350        | 31,99% | 29 330       | 91 680        | 84,00%    | Nový Jižní Wales                    |
| Macquarie                  | 63,87%  | 56 180        | 36,13% | 31 778       | 87 958        | 82,67%    | Nový Jižní Wales                    |
| Makin                      | 60,44%  | 51 547        | 39,56% | 33 743       | 85 290        | 79,55%    | Jižní Austrálie                     |
| Mallee                     | 54,28%  | 42 495        | 45,72% | 35 795       | 78 290        | 78,76%    | Victoria                            |
| Maranoa                    | 43,91%  | 35 475        | 56,09% | 45 308       | 80 783        | 78,25%    | Queensland                          |
| Maribyrnong                | 59,87%  | 53 208        | 40,13% | 35 658       | 88 866        | 78,97%    | Victoria                            |
| Mayo                       | 64,74%  | 57 361        | 35,26% | 31 247       | 88 608        | 83,75%    | South Australia                     |
| McEwen                     | 65.39%  | 73 705        | 34 61% | 39 007       | 112 712       | 80,75%    | Victoria                            |
| McMahon                    | 35,07%  | 29 146        | 64,93% | 53 967       | 83 113        | 77,85%    | Nový Jižní Wales                    |
| McMillan                   | 62,75%  | 61 479        | 37,25% | 36 500       | 97 979        | 81,45%    | Victoria                            |
| McPherson                  | 65,48%  | 54 034        | 34,52% | 28 486       | 82 520        | 78,09%    | Queensland                          |
| Melbourne                  | 83,69%  | 81 287        | 16,31% | 15 839       | 97 126        | 82,84%    | Victoria                            |
| Melbourne Ports            | 81,97%  | 70 589        | 18,03% | 15 523       | 86 112        | 82,16%    | Victoria                            |
| Menzies                    | 56,95%  | 47 137        | 43,05% | 35 626       | 82 763        | 84,06%    | Victoria                            |
| Mitchell                   | 49,10%  | 42 112        | 50,90% | 43 652       | 85 764        | 81,56%    | Nový Jižní Wales                    |
| Moncrieff                  | 63,78%  | 50 566        | 36,22% | 28 717       | 79 283        | 75,91%    | Queensland                          |
| Moore                      | 67,99%  | 56 690        | 32,01% | 26 690       | 83 380        | 83,17%    | Západní Austrálie                   |
| Moreton                    | 60,92%  | 47 418        | 39,08% | 30 413       | 77 831        | 79,59%    | Queensland                          |
| Murray                     | 57,62%  | 48 205        | 42,38% | 35 452       | 83 657        | 79,58%    | Victoria                            |
| New England                | 52,52%  | 44 608        | 47,48% | 40 324       | 84 932        | 76,91%    | Nový Jižní Wales                    |
| Newcastle                  | 74,78%  | 71 158        | 25,22% | 23 999       | 95 157        | 82,69%    | Nový Jižní Wales                    |
| North Sydney               | 71,79%  | 64 813        | 28,21% | 25 473       | 90 286        | 83,76%    | Nový Jižní Wales                    |
| O'Connor                   | 56,17%  | 43 554        | 43,83% | 33 987       | 77 541        | 75,73%    | Západní Austrálie                   |
| Oxley                      | 60,33%  | 44 655        | 39,67% | 29 365       | 74 020        | 76,08%    | Queensland                          |
| Page                       | 59,72%  | 55 943        | 40,28% | 37727        | 93 670        | 78,56%    | Nový Jižní Wales                    |
| Parkes                     | 52,74%  | 41 408        | 47,26% | 37 108       | 78 516        | 72,56%    | Nový Jižní Wales                    |
| Parramatta                 | 38,38%  | 29 299        | 61,62% | 47 038       | 76 337        | 74,82%    | Nový Jižní Wales                    |
| Paterson                   | 65,52%  | 60 915        | 34,48% | 32 059       | 92 974        | 79 35%    | New South Wales                     |
| Pearce                     | 63,89%  | 54 305        | 36,11% | 30 699       | 85 004        | 76,35%    | Západní Austrálie                   |
| Perth                      | 71,46%  | 57 510        | 28,54% | 22 967       | 80 477        | 80,55%    | Západní Austrálie                   |
| Petrie                     | 61,64%  | 53 144        | 38,36% | 33 067       | 86 211        | 78,75%    | Queensland                          |
| Port Adelaide              | 61,30%  | 53 649        | 38,70% | 33 869       | 87 518        | 76,31%    | Jižní Austrálie                     |
| Rankin                     | 54,56%  | 41 570        | 45,44% | 34 621       | 76 191        | 74,53%    | Queensland                          |
| Reid                       | 52,73%  | 43 567        | 47,27% | 39 061       | 82 628        | 77,69%    | Nový Jižní Wales                    |
| Richmond                   | 67,87%  | 62 591        | 32,13% | 29 625       | 92 216        | 80,28%    | Nový Jižní Wales                    |
| Riverina                   | 54,63%  | 47 333        | 45,37% | 39 308       | 86 641        | 77,22%    | Nový Jižní Wales                    |
| Robertson                  | 65,72%  | 58 689        | 34,28% | 30 614       | 89 303        | 81,42%    | Nový Jižní Wales                    |
| Ryan                       | 72,66%  | 64 967        | 27,34% | 24 451       | 89 418        | 84,67%    | Queensland                          |
| Scullin                    | 53,37%  | 48 245        | 46,63% | 42 147       | 90 392        | 79,91%    | Victoria                            |
| Shortland                  | 67,67%  | 62 455        | 32,33% | 29 836       | 92 291        | 82,47%    | Nový Jižní Wales                    |
| Solomon                    | 65,26%  | 29 660        | 34,74% | 15 792       | 45 452        | 66,81%    | Severní teritorium                  |
| Stirling                   | 61,11%  | 47 225        | 38,89% | 30 060       | 77 285        | 78,40%    | Západní Austrálie                   |
| Sturt                      | 61,57%  | 52 308        | 38,43% | 32 655       | 84 963        | 81,45%    | Jižní Austrálie                     |
| Swan                       | 64,66%  | 49 093        | 35,34% | 26 830       | 75 923        | 77,69%    | Západní Austrálie                   |
| Sydney                     | 83,67%  | 76 144        | 16,33% | 14 860       | 91 004        | 80,49%    | Nový Jižní Wales                    |
| Tangney                    | 61,63%  | 48 338        | 38,37% | 30 090       | 78 428        | 84,04%    | Západní Austrálie                   |
| Wakefield                  | 61,00%  | 52 636        | 39,00% | 33 649       | 86 285        | 75,69%    | Jižní Austrálie                     |
| Wannon                     | 61,01%  | 49 340        | 38,99% | 31 529       | 80 869        | 81,39%    | Victoria                            |
| Warringah                  | 75,01%  | 64 999        | 24,99% | 21 660       | 86 659        | 83,93%    | Nový Jižní Wales                    |
| Watson                     | 30,36%  | 24 915        | 69,64% | 57 160       | 82 075        | 76,96%    | Nový Jižní Wales                    |
| Wentworth                  | 80,85%  | 69 279        | 19,15% | 16 410       | 85 689        | 82,57 %   | Nový Jižní Wales                    |
| Werriwa                    | 36,26%  | 30 252        | 63,74% | 53 174       | 83 426        | 74,08%    | Nový Jižní Wales                    |
| Whitlam                    | 62,27%  | 57 562        | 37,73% | 34 879       | 92 441        | 80,08%    | Nový Jižní Wales                    |
| Wide Bay                   | 55,65%  | 46 507        | 44,35% | 37 065       | 83 572        | 79,49%    | Queensland                          |
| Wills                      | 69,95%  | 68 450        | 30,05% | 29 399       | 97 849        | 82,95%    | Victoria                            |
| Wright                     | 56,81%  | 47 109        | 43,19% | 35 812       | 82 921        | 78,98%    | Queensland                          |